# ポチクロ
『ポチクロ』は、松本直也による日本の漫画。『少年ジャンプ+』（集英社）創刊作品の一つ。
『少年ジャンプNEXT!』（集英社）2013 AUTUMNにプロトタイプとなる同名の読切版を掲載。その後、『少年ジャンプ+』2014年9月22日より2015年7月31日まで毎週金曜日更新で連載された。2015年3月からは、ニュースアプリ「グノシー」に過去のエピソードが毎週金曜更新で掲載されている。
『少年ジャンプ+』黎明期を支えた作品の一つとされている。連載終了後の2018年に『少年ジャンプ+』で復刻連載が行われ、多くの読者を獲得し、2ヶ月ほど売上を伸ばした。

## ストーリー
魔界に暮らす魔族のクロとレオは人間界から偶然人間の少女を釣り上げてしまう。魔界では人間を食べると非常に大きな力を手に入れることができるので、2人は彼女を食べようとする。しかし、クロはポチと名付けたこの少女に少しずつ心惹かれていく。クロたちはポチを守るために彼女の存在をほかの魔物たちから隠すが、やがてポチの存在は魔王の息子イシズの知るところとなる。

## 登場人物

### クロ一行
クロ
誕生日は魔猿の頭がい骨月 腐れ食虫花日（人間界では8月12日）。
本作の主人公。「炎帝」の異名を持つほど強い力を持つが、脳が小さいため頭は弱いおバカキャラ。
偶然釣れた人間の女の子ポチを当初は食べようとしたが徐々に心惹かれていく。
ポチ
誕生日は6月30日（魔界では大王イカの贓物月 死肉アリの行列日）。
本作のヒロイン。人間の世界から来た女子高校生。言葉が通じないため、クロに仮称として「ポチ」と名付けられる。
作中ではポチの言葉はセリフも文字も○や×などの記号で表現されている。
レオの提案により、現在はクロが奪い取ってきたケットシーの耳と尻尾をつけて人間であることを隠している。
料理が好きで得意らしく、たびたびクロたちに振る舞っている。
本人に自覚はないが巨乳の持ち主。
レオ
誕生日は焼けゾンビ月 串刺し目玉日（人間界では3月8日）。
クロの相棒。種族は魔改造猫（フニャンケン）。
威勢はいいがあまり強くはなく、戦いになるとすぐに負けるのが定番になっている。
ワップル
意志を持つ果物。皮は緑色で青リンゴに似ているが手足がついており、食べるときに叫んだりする。高級品であるためか値段は高い。
ポチに同行するようになるワップルの収穫日は食べごろ毒リンゴ月 吐血雨日（人間界では9月15日収穫）。
他のワップルと同様、クロらに食べられそうになるが、ポチは食べることを拒否したため、恩を感じてポチに同行するようになる。

### 魔王関連
イシズ
誕生日は竜の抜け歯月 引き裂け化け猿日（人間界では12月3日）。
フルネームは「イシズ ノフェルタル」。魔王の息子。
父である魔王を殺して自分が成り代わる野望を持ち、王子と呼ばれると怒る。
膨大な魔力を手にするためにポチを狙うが、徐々にポチが気になるようになり、目的を果たせずにいる。
セバスニャン
誕生日は暗黒カラスの羽むしり月 煮えハラワタ日（人間界では2月21日）。
イシズの黒猫執事。通称はセバス。優秀だが融通が利かない。
イシュハル ノフェルタル
誕生日は無理やりカサブタはがし月 つぶれ鬼ムカデ日（人間界では11月6日）。
魔王の息子の1人で、長男（イシズの一番上の兄）。
ニャルフレッド
誕生日は暗黒カラスの羽むしり月 老い骨掘りおこし日（人間界では2月22日）。
イシュハルの執事。通称はニャル。
白猫で服装も白となっており、セバスと対照的なキャラと設定されている。
イジャ ノフェルタル
誕生日はハジけ贓物月 デーモンの長舌固結び日（人間界では10月13日）。
魔王の次男（イシズの二番目の兄）。策謀家タイプ。
かなり時間やルールなどにルーズで縛られるのを嫌い、気まぐれで好き勝手に振る舞う。
ニャーヴィス
誕生日はおぼれ深海魚月 口裂け女の念入り歯みがき日（人間界では4月17日）。
イジャの執事。主人とは対照的にしっかりしたタイプの女性。
イジュリア ノフェルタル
魔王の長女（イシズの姉）。
執事長

### その他の登場人物
モールナーガ
ヘビの魔物。非常に執念深い性格で、狡猾な面を見せる。当初は巨体だったが、後述の戦いが原因で小さくなっている。
魔界に迷い込んだポチを食べようとし、クロと戦い敗れる。それでも諦めず、イシズに密告して隙を突いて横取りしようとする。
ケットシー
猫型の魔族。耳と尻尾が取り外せるようで、クロに敗れてポチに提供する。
アシュレー ラグフォード
誕生日はねじれ首長犬月 ほじくり脳みそ日（人間界では5月1日）。
かつて現在の魔王と魔界の支配を競ったといわれる男。150年前に現れた人間（シンシァ）と20年間共に暮らしていた。
若い頃は美形だったが、現在は小柄な老人となっている。エロじじいに成り果てており、ポチにセクハラを行うが、今でも実力と知識は健在。
シンシァ
150年前に魔界に現れ、アシュレーと一緒に暮らしていた人間の女性。
アシュレーとともに未完の以心伝心の開発を進めたが、アシュレー側の言葉を伝えることに成功したところで逝ってしまったという。
レオの母ちゃん
誕生日はおぼれ深海魚月 へし折れ鼻日（人間界では4月9日）。
レオの母親。本名不明。
フニャンケンシップ ニャルコン
喋る猫型の空飛ぶ船。体内はいくつかの部屋などに分かれている。
モデルはネコバス。
リスオ

## 用語一覧

### 魔界・魔族関係
魔界
本作の舞台。なお、ルナリエ（ルナ）、マキュリア（マーキュリー）、サンクスト（サン）など魔界の街の名前は多くが星の名前が元ネタになっている。

魔族
魔界の主要種族。
魔族には舌が二枚あるため、人間には魔族の言葉は絶対に喋ることができない。
人間
伝説の食材といわれ、食すると膨大な魔力を手に入れられるとされる。
名字
魔界では貴族など上流階級のものしか名字を持たないため、クロやレオには名字はない。

### 魔法関係
魔法
魔族を対象にしているので人間には効かない。
接着魔法（セメ・ダイン）
物体同士を接着する魔法。
ポチが人間であることを隠すためケットシーの耳と尻尾をつける際にレオが使用したが、本来魔法が効かないはずのポチに使ったことに読者から指摘があり、あくまで対象は耳と尻尾であり、ポチを対象としたものではないという設定になった。
名称の由来はセメダイン。
束縛魔法（バインド）
相手を束縛して動けなくする魔法。
超重力魔法（グラヴィティ）
重力を操る王族固有の超高等魔法。
グラヴィティ・エンド
イシズが父である魔王を倒すために開発した強力な磁場（ブラックホール）を発生する魔法。使った後、反動で長時間の睡眠が必要になる。
魔障壁（アンチエネミーウォール）
いわゆるバリアー魔法。物理・魔法攻撃を防御する。
未完の以心伝心（コミュニオン）
アシュレーがシンシァとの意思疎通のために開発した唯一人間を対象とする魔法。まだ未完成で、人間側の言葉を理解することはできない上に対象の人間と手を繋がないと効果がない（ただし、実際には触れてさえいれば必ずしも手を握る必要はない模様）。
風邪治療（パブローン）
魔界風邪を治療する魔法。名称の由来はパブロン。
治療促進魔法（アカチンヌール）
傷などを治療する魔法。名称は「赤チン塗る」から。
王族血統の魅了（ロイヤルテンプテーション）
正確には魔法というより王族固有の能力で、周囲の魔族（異性限定?）を魅了するフェロモンのようなもの。その為、王族は無条件でモテる。
イジュリアはこの応用として他人を操ることもできる。

### その他
オカーネ
魔界での通貨単位。略号はokn。
ポチの料理
人間界の料理だが魔界にはないものばかりで言葉が通じないため、クロたちが適当に呼んでいる。
卵くるみ飯
いわゆるオムライス。クロが特に好きな料理としてあげている。
チーズ入り平た肉だんご
いわゆるチーズハンバーグ。レオの好物になった。
クッピー
レオが適当に名付けた。正体はクッキー。
魔界風邪（かぜ）
魔界ではよくあるただの風邪だが、抗体を持っておらず魔法も効かない人間には命の危険が及ぶ脅威の病気。
星貝（ほしがい）
星の形をした貝。アクセサリーなどに加工されたり食用ともなるらしい。
魔相撲
魔法の使用は禁止のため、実質普通の相撲と変わりない。

## 担当編集者
1. 中路[4]

## 読切版
連載版と同じ『ポチクロ』というタイトル。『少年ジャンプNEXT!』2013 AUTUMN掲載。

## 書誌情報
- 松本直也 『ポチクロ』集英社〈ジャンプ・コミックス〉、全4巻
  1. 2015年3月4日発売[集 1]、ISBN 978-4-08-880376-0
  2. 2015年5月1日発売[集 2]、ISBN 978-4-08-880413-2
  3. 2015年8月4日発売[集 3]、ISBN 978-4-08-880457-6
  4. 2015年9月4日発売[集 4]、ISBN 978-4-08-880482-8